# Wladimir Nikititsch Winogradow
Wladimir Nikititsch Winogradow (russisch Владимир Никитич Виноградов; * 12.jul. / 24. März 1882greg. in Jelez; † 29. Juli 1964 in Moskau) war ein russischer Arzt und der langjährige Leibarzt von Josef Stalin.

## Leben
Winogradow wurde als Sohn eines Eisenbahnangestellten in Jelez geboren. Nach dem Besuch des Gymnasiums nahm er an der Universität Moskau das Studium der Medizin auf, das er 1907 abschloss. Noch während seines Studiums nahm er als Freiwilliger am Russisch-Japanischen Krieg teil und wurde für seine Tapferkeit mit dem St. Georgs-Orden 4. Klasse ausgezeichnet.
Ab 1929 war er Abteilungsleiter am Moskauer Medizinischen Institut Nr. 1 und ab 1934 Berater des Gesundheitsministeriums der UdSSR. 1943 wurde er Chef der Gesundheitsverwaltung des Kreml und damit der persönliche Arzt von Josef Stalin und der engsten sowjetischen Führung.
Im November 1952 wurde Winogradow im Rahmen der Reaktion auf die angebliche „Ärzteverschwörung“ festgenommen. Neben der Spionage für den amerikanischen und den britischen Geheimdienst wurde ihm vorgeworfen, Andrei Schdanow ermordet zu haben. Nach Stalins Tod wurde er am 4. April 1953 freigelassen. In seiner Geheimrede auf dem 20. Parteitag der KPdSU im Jahr 1956 benannte Nikita Chruschtschow die Verhaftung Winogradows als Beispiel für den Machtmissbrauch Stalins.
Winogradow wurde auf dem Nowodewitschi-Friedhof beigesetzt.

## Ehrungen
Winogradow war Held der sozialistischen Arbeit, fünffacher Träger des Leninordens sowie Träger des Ordens des Roten Banners der Arbeit. 1969 wurde er posthum mit dem Staatspreis der UdSSR ausgezeichnet.